# Zé Vitor
José Vitor dos Santos Silva, mer känd som Zé Vitor, född 4 november 1998, är en brasiliansk fotbollsspelare som spelar för Ypiranga, på lån från Vasco da Gama.

## Karriär
Under 2017 spelade Zé Vitor tre matcher och gjorde ett mål för Estanciano. 2018 spelade han för Tubarão.
I februari 2019 värvades Zé Vitor av Hammarby IF. Han lånades direkt ut till samarbetsklubben IK Frej i Superettan. Zé Vitor gjorde sin Superettan-debut den 7 april 2019 i en 3–0-förlust mot Syrianska FC, där han blev inbytt i den 61:a minuten mot Olle Edlund. Efter säsongen 2019 återvände Zé Vitor till Tubarão.
I september 2020 värvades Zé Vitor av Marcílio Dias. I maj 2021 lånades han ut till Ituano. I april 2022 värvades Zé Vitor av Vasco da Gama. I januari 2023 lånades han ut till portugisiska Feirense. I juli 2023 lånades Zé Vitor ut till Londrina. I januari 2024 lånades han ut till Ypiranga.